# Zjednoczenie Chrześcijańsko-Narodowe
De Christelijk-Nationale Unie (Pools: Zjednoczenie Chrześcijańsko-Narodowe, ZChN - uitgesproken als zet-cha-en) was een rechtse, nationalistische en katholiek georiënteerde politieke partij, die in de jaren 1989-2010 in Polen heeft bestaan. Naast de Centrumalliantie was het de belangrijkste rechtse partij in Polen in de jaren negentig en een voorloper van de partij Recht en Rechtvaardigheid. In de jaren 1991-1993 en 1997-2001 maakte de partij deel uit van de Poolse regering.

## Geschiedenis

### Opkomst

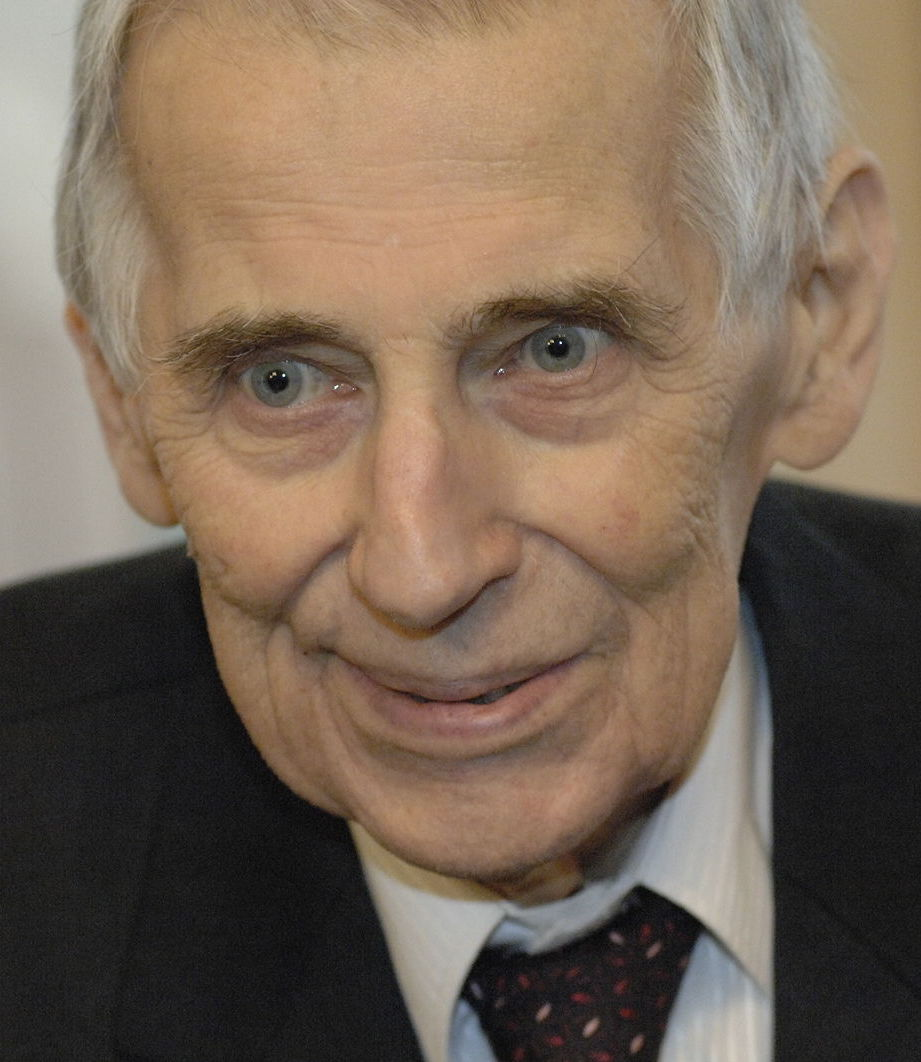
Wiesław Chrzanowski

De ZChN werd opgericht op 28 oktober 1989 en behoorde daarmee tot de allereerste partijen die na de omwenteling in Polen uit Solidariteit zijn voortgekomen. Oprichter was prof. Wiesław Chrzanowski, oud-verzetsstrijder, deelnemer aan de Opstand van Warschau, voormalig politieke gevangene en een prominent adviseur van Solidarność. Binnen de zogenaamde Contractsejm (1989-1991) was de partij actief binnen de Parlementaire Burgerfractie (OKP), de fractie van Solidarność in de Sejm en de Senaat. De voornaamste woordvoerders van de ZChN binnen dat verband waren de "drie musketiers van de ZChN": Jan Łopuszański, Stefan Niesiołowski en Marek Jurek. Tijdens de presidentsverkiezingen van 1990 steunde de ZChN de kandidatuur van Lech Wałęsa. Op 12 januari 1991 ging de ZChN samen met het Liberaal-Democratisch Congres (KLD) en de Centrumalliantie (PC) deel uitmaken van de coalitieregering van Jan Krzysztof Bielecki. Chrzanowski werd minister van Justitie.
De Poolse parlementsverkiezingen van 1991 waren de eerste verkiezingen waaraan de ZChN zelfstandig deelnam onder de naam Katholieke Verkiezingsactie (Wyborcza Akcja Katolicka, WAK). Deze lijst, die naast de ZChN ook enkele kleine organisaties omvatte, kreeg 8,74% van de stemmen, goed voor 49 zetels in de Sejm en 9 in de Senaat. Hierop ging de ZChN deel uitmaken van de regering van Jan Olszewski. Namens de ZChN namen hierin onder meer zitting: Jerzy Kropiwnicki als minister van Arbeid en Sociale Zaken, Antoni Macierewicz als minister van Binnenlandse Zaken en Zbigniew Dyka als minister van Justitie. De voorzitter van de ZChN, Wiesław Chrzanowski, werd voorzitter (marszałek) van de Sejm. Na het aftreden van de regering-Olszewski bleef de ZChN een belangrijke coalitiepartner in de – in totaal uit zeven partijen bestaande – regering van Hanna Suchocka.
Bij de parlementsverkiezingen van 1993 vormde de ZChN met drie van de coalitiepartners (de PChD, de PSL-PL en de SLCh) en de Conservatieve Partij een gemeenschappelijke lijst, genaamd Katholiek Kiescomité "Vaderland". Deze wist 6,37% van de stemmen in de wacht te slepen, maar aangezien er voor coalities van partijen een kiesdrempel van 8% gold, verdween de ZChN desondanks uit het parlement. Hierop volgden vier jaar van buitenparlementaire oppositie.
Rechts was in die tijd sterk versplinterd. Hoewel de vele partijen en partijtjes, mede gelet op de hoge kiesdrempel, doordrongen waren van de noodzaak tot samenwerking, verliep deze buitengewoon stroef. In 1994 vormde de ZChN voor de lokale en regionale verkiezingen opnieuw een coalitie met andere rechtse partijen, Verbond voor Polen (Przymierze dla Polski, PdP; niet te verwarren met de later opgerichte politieke partij met dezelfde naam). Hiertoe behoorden, naast de ZChN, ook de PC, de RdR, de KK en de PSL-PL. In dezelfde periode ontstond ook een andere, concurrerende coalitie van rechtse partijen, de Alliantie van de 11e november (Porozumienie 11 Listopada) (bestaande uit: PK, SLCh, PChD, UPR en SND). Hoewel er inhoudelijk nauwelijks verschillen bestonden, konden beide coalities het zowel onderling als intern niet eens worden en in de tweede helft van 1995, rond de presidentsverkiezingen, vielen ze weer uiteen. Chrzanowski was inmiddels in 1994 afgetreden als partijvoorzitter.
In de aanloop naar de parlementsverkiezingen van 1997 lukte het de rechtse partijen wel om een gemeenschappelijk blok te vormen in de vorm van Verkiezingsactie Solidariteit (AWS), een conglomeraat van meer dan dertig partijen en organisaties, gegroepeerd rondom het vakverbond Solidariteit. De AWS behaalde bij de verkiezingen 33,83% van de stemmen, goed voor 201 zetels in de Sejm en 51 in de Senaat, waarvan ca. 25 resp. 3 naar de ZChN gingen. In de regering van Jerzy Buzek was de ZChN vertegenwoordigd met drie ministers. In deze periode ging de ZChN een pragmatischer koers varen: de partij ging zich in ideologische kwesties minder dogmatisch opstellen en stond positiever tegenover de Europese integratie dan eerder het geval was geweest. De partij zette zich in 2000 in voor een volledig verbod op pornografie.

### Teloorgang
Uiteindelijk viel de AWS in 2001 uit elkaar. Aan de parlementsverkiezingen van 2001 werd nog deelgenomen door een – inmiddels verzwakt – restant hiervan onder de naam Verkiezingsactie Solidariteit van Rechts (AWSP), waartoe ook de ZChN behoorde. Deze behaalde 2,48% van de stemmen, niet genoeg voor een zetel. Wel was een aanzienlijk deel van de ZChN (onder wie Marek Jurek, Kazimierz Marcinkiewicz en Marian Piłka) eerder dat jaar uit de partij gestapt om samen met voormalige leden van de Conservatieve Volkspartij (SKL) een nieuwe partij te stichten, Verbond van Rechts (Przymierze Prawicy). Deze vormde een gemeenschappelijke lijst met de nieuwe partij Recht en Rechtvaardigheid (PiS) en wist aldus 17 zetels in de Sejm te bemachtigen; een jaar later zou deze formatie geheel met de PiS fuseren.
Sindsdien heeft de ZChN geen rol van betekenis meer gespeeld. Vanwege organisatorische problemen werd de partij in 2002 uit het kiesregister geschrapt, waardoor de partij zich opnieuw moest inschrijven. In 2002 zocht de ZChN samenwerking met de Beweging voor de Wederopbouw van Polen (ROP) van oud-premier Jan Olszewski en de Katholiek-Nationale Beweging (RKN) van oud-minister Antoni Macierewicz. Met deze partijen vormde de ZChN een verkiezingscomité Samen voor Polen (Razem Polsce), dat bij de lokale en regionale verkiezingen van 2002 echter slechts 1,09% van de stemmen behaalde. Wel werd ZChN-voorzitter Jerzy Kropiwnicki tot burgemeester van Łódź verkozen. Ook bij de Europese verkiezingen van 2004 had de partij geen succes; alleen oud-partijvoorzitter Ryszard Czarnecki wist een zetel te bemachtigen door kort voor de verkiezingen naar Samoobrona over te lopen. Voorafgaande aan de parlementsverkiezingen van 2005 trachtte de ZChN aanvankelijk een groot rechts blok op te zetten, maar deze pogingen mislukten en uiteindelijk kwamen er slechts enkele leden van de ZChN op de lijsten van diverse andere partijen terecht. Oud-partijvoorzitter Stanisław Zając behaalde een zetel namens de PiS en zou een jaar later overstappen naar deze partij. In 2007 zou ten slotte een groep prominente leden een actieve rol gaan spelen binnen de Liga van Poolse Gezinnen (LPR), waarmee er een einde kwam aan het zelfstandig bestaan van de ZChN. De partij was inmiddels in 2006 opnieuw uit het kiesregister geschrapt. Hoewel het lukte de partij in 2008 nog voor een derde keer te registreren, is deze nooit meer echt actief geworden en hield ze in 2010 definitief op te bestaan.